# Mladá Boleslav I
Mladá Boleslav I (Staré Město) je část města Mladá Boleslav v okrese Mladá Boleslav. Je zde evidováno 131 adres. Trvale zde žije 478 obyvatel.
Mladá Boleslav I leží v katastrálním území Mladá Boleslav o výměře 11,54 km2.